# Juan Núñez
Juan Aguilera Núñez (ur. 13 września 1985 w Madrycie) – hiszpański piłkarz występujący na pozycji pomocnika w AD Alcorcón.